# Pselaphodes maoershanus
Pselaphodes maoershanus – gatunek chrząszcza z rodziny kusakowatych i podrodziny marników. Występuje endemicznie w Chinach.
Gatunek ten opisali po raz pierwszy w 2012 roku Yin Ziwei i Li Lizhen na łamach Zootaxa. Jako miejsce typowe wskazano górę Maoer Shan w chińskim regionie Kuangsi. Epitet gatunkowy pochodzi od miejsca typowego.
Chrząszcz ten osiąga od 2,47 do 2,92 mm długości i od 0,93 do 1,05 mm szerokości ciała. Ubarwienie ma rudobrązowe. Głowa jest tak długa jak szeroka, o bocznie zaokrąglonych zapoliczkach. Oczy złożone buduje u samca około 40, a u samicy około 25 omatidiów. Czułki buduje jedenaście członów, z których trzy ostatnie są powiększone, u obu płci niezmodyfikowane. Przedplecze jest tak długie jak szerokie, o zaokrąglonych krawędziach bocznych. Pokrywy są szersze niż dłuższe. Zapiersie u samców (metawentryt) ma krótkie i w widoku bocznym cienkie wyrostki. Odnóża przedniej pary mają po jednym małym kolcu na brzusznej stronie krętarzy, po jednym dużym kolcu na spodzie ud oraz po niewyraźnym kolcu na goleniach. Środkowa para odnóży ma po dwa kolce na krętarzach. Odwłok jest duży. Genitalia samca mają środkowy płat edeagusa silnie asymetryczny.
Owad ten jest endemitem południowej części Chin, znanym z powiatów Jinxiu i Lingui w regionie Kuangsi oraz góry Leigong Shan w powiecie Leishan w prowincji Kuejczou. Spotykany był na rzędnych od 1320 do 2140 m n.p.m. Zasiedla ściółkę w lasach mieszanych.